# Arnold Middendorf
Arnold Middendorf (* 4. April 1867 in Freren; † 5. Januar 1930 in Köln) war Offizial und Dompropst im Erzbistum Köln.

## Leben
Am 19. März 1891 in Brixen zum Priester geweiht, wurde Middendorf am 1. November 1894 Militärseelsorger in Spandau, am 20. Juni 1896 Garnisonspfarrer in Spandau, am 15. Oktober 1901 Divisionspfarrer in Potsdam, am 13. April 1914 Militäroberpfarrer und am 13. Februar 1915 Feldoberpfarrer des Westheeres.
Nach der Freiwerdung der Kölner Dompropstei bewarb sich Middendorf in Berlin um die Stelle des Kölner Dompropstes, welche ihm zuerkannt wurde und erhielt als solcher am 23. Oktober 1917 die Ernennung.
Nach verdienstvollem Wirken während der Sedisvakanz nach dem Tode des Kölner Erzbischofs Felix Kardinal von Hartmann, ernannte ihn Erzbischof Karl Joseph Schulte 1918 zum Generalvikariatsrat. Seit dem 23. März 1921 zum Apostolischen Protonotaren erhoben, wurde Middendorf am 25. Oktober 1926 zum Offizial des Erzbistums Köln ernannt.
| Vorgänger          | Amt                           | Nachfolger  |
| ------------------ | ----------------------------- | ----------- |
| Franz Carl Berlage | Dompropst zu Köln 1917 – 1930 | Joseph Vogt |

| Personendaten    | Personendaten                  |
| ---------------- | ------------------------------ |
| NAME             | Middendorf, Arnold             |
| KURZBESCHREIBUNG | Offizial in Köln und Dompropst |
| GEBURTSDATUM     | 4. April 1867                  |
| GEBURTSORT       | Freren                         |
| STERBEDATUM      | 5. Januar 1930                 |
| STERBEORT        | Köln                           |